# NGC 7598
NGC 7598 este o galaxie situată în constelația Pegas. A fost descoperită în 3 noiembrie 1864 de către Albert Marth. Se află la o distanță de 161,44 de megaparseci de Pământ.